# Linia kolejowa Szepetówka – Starokonstantynów
Linia kolejowa Szepetówka – Starokonstantynów – linia kolejowa na Ukrainie łącząca stację Szepetówka ze stacją Starokonstantynów I.
Zarządzana jest przez dyrekcje koziatyńską (odcinek Szepietówka - Szepietówka Podolska) i żmeryńską (pozostała część linii) Kolei Południowo-Zachodniej (oddział ukraińskich kolei państwowych).
Znajduje się w obwodzie chmielnickim. Linia na całej długości jest jednotorowa i niezelektryfikowana.